# 9084 Achristou
Achristou (asteróide 9084) é um asteróide da cintura principal, a 1,7151545 UA. Possui uma excentricidade de 0,0777705 e um período orbital de 926,38 dias (2,54 anos).
Achristou tem uma velocidade orbital média de 21,8404016 km/s e uma inclinação de 23,09701º.
Este asteróide foi descoberto em 3 de Fevereiro de 1995 por David Asher.